# Z-80 소프트카드
Z-80 소프트카드(Z-80 SoftCard)는 애플 II 개인용 컴퓨터를 자일로그 Z80 CPU를 기반으로 하는 CP/M 시스템으로 변환하기 위한 목적으로 마이크로소프트사에서 개발한 플러그인 방식의 보조 프로세서 카드이다. 이로써 가장 인기 있는 CP/M 플랫폼이 되고 1980년 마이크로소프트사의 최고 매출원이 되면서, 마이크로소프트 소프트카드로 이름이 바뀌었고 그 후속작으로는 마이크로소프트사에서 애플 IIe 용으로 제작한 프리미엄 소프트카드 IIe가 있다.

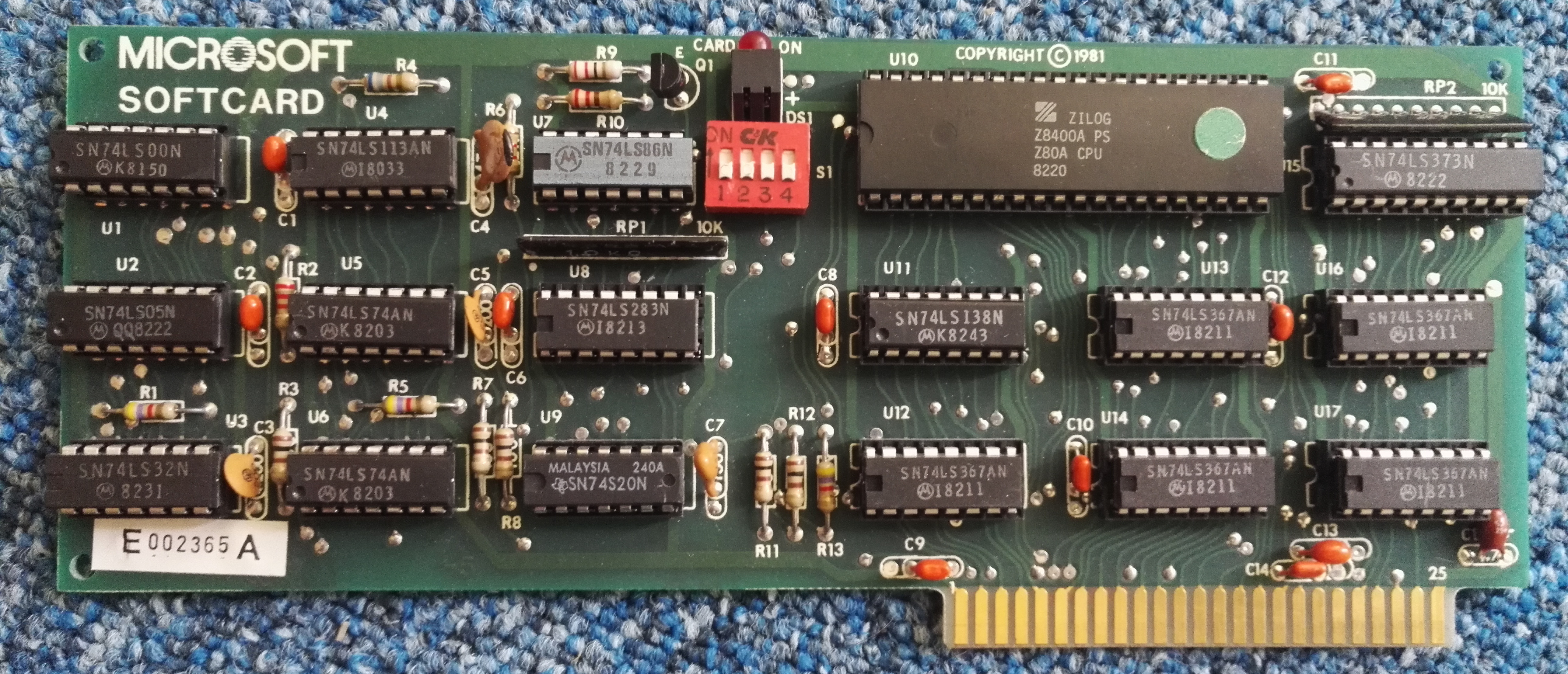

## 개요
마이크로소프트사 최초의 하드웨어 제품으로 1980년에 도입되어 마이크로소프트 베이직 프로그래밍 언어와 함께 제공되었는데, Z-80 소프트카드는 애플 II에서 당시 업무용 소프트웨어를 구동하기 위한 산업계 표준 운영체제인 디지털 리서치사의 CP/M 운영 체제를 구동할 수 있도록 하는 코프로세서 카드이다. 이를 통해 애플 II 컴퓨터 사용자는 여러 고급 언어용 컴파일러 및 인터프리터를 비롯하여 더 많은 비즈니스 응용 프로그램을 활용할 수 있게 되었다. 가장 초기의 크로스 플랫폼 운영 체제 중 하나인 CP/M은 다양한 보조 칩 및 주변기기 하드웨어에 쉽게 적용이 될 수 있었지만 인텔 8080과 호환되는 CPU가 필요 하였다. 자일로그 Z80은 인텔 8080과 호환이 되었지만, 애플 II의 CPU인 모스 테크놀로지사의 MOS 6502는 그렇지 않았다. 소프트카드에는 자일로그 Z80 CPU 이외에도 프로세서의 버스를 애플 버스에 적용할 수 있도록 하기 위하여 74LS00 시리즈의 TTL 칩도 일부 포함되어 있었다.

## 역사
Z-80 소프트카드는 폴 앨런의 발상이었다. 그 원래 목적은 마이크로소프트사의 컴퓨터 프로그램 제품을 애플 II로 이식하는 작업을 단순화 하기 위한 것이었다. 소프트카드는 시애틀 컴퓨터 프로덕츠(Seattle Comptuer Products)사의 팀 패터슨에 의하여 개발되었다. SCP에서 시제품을 만들었고, 버트로닉스사(Burtronix)의 돈 버티스(Don Burtis)는 카드를 재설계하였으며, 캘리포니아 컴퓨터 시스템사에서 마이크로소프트사 용으로 제작했다. 카드의 판매 여부를 확신하지 못했던 마이크로소프트사는 1980년 3월 웨스트 코스트 컴퓨터 박람회(West Coast Computer Faire)에서 처음 공개적으로 시연했다.
마이크로소프트사에서는 애플 IIe를 위한 고급형의 소프트카드도 출시했다. 이 카드는 64K 램을 포함하여 확장 80-칼럼 텍스트 카드와 동일한 기능을 가지고 있어, CP/M 기능, 추가 메모리 및 80 열 텍스트를 원하는 사용자의 비용을 줄일 수 있었다.

## 시장 반응

### 판매
마이크로소프트사는 소프트카드의 즉각적인 성공에 의하여 놀라게 되었다. 웨스트 코스트 컴퓨터 박람회에서는 주문을 받을 준비가 되어 있지 않았음에도, 마이크로소프사의 임원은 첫날에 관심있는 관계자로부터 1,000 장의 명함을 수령했다. 《컴퓨트!》지에서는 회사가 주문으로 "넘쳐났다"고 보도하였다. 소프트카드는 1980년에 마이크로소프트사의 가장 큰 수익원이 되었으며 3 개월 만에 개당 349 달러에 5,000 개를 판매했으며 수 년 동안 높은 판매량을 유지했다. 소프트카드는 CP/M을 실행하는 데 가장 인기 있는 단일 플랫폼이었으며, Z-80 카드는 매우 인기있는 애플 II 주변 장치가 되었다. 1981년에는 마이크로소프트사, 라이프보트 어소시에이츠사 및 피치트리 소프트웨어사에서 자신들의 CP/M 소프트웨어를 애플 II 포맷의 디스크로 발표하였다.

### 중요한 반응
《컴퓨트!》지에서는 1980년 3월 웨스트 코스트 컴퓨터 페어 (West Coast Computer Faire)에서 소프트 카드의 데뷔를 목격하고 "애플의 대전환점"이라고 불렀다. 《일포월드》에서는 1981년, 소프트카드를 "환상적인 하드웨어"라고 불렀다. 이 잡지에서는 CP/M 문서의 "computerese"를 비판하면서도, "만일 가볍고 휴대성이 뛰어난 Z80 컴퓨터가 필요하다면 애플/소프트카드의 조합은 완벽한 한쌍"이라고 썼다. 《바이트》에서는 "애플 컴퓨터 사용자에게 제공하는 유연성 때문에, 나는 소프트카드를 최우선 구매로 고려한다. (...) 가격이 합리적이며 잘 작동한다."고 평가하였다.
《인포월드》에서는 1984년, 확장 80열 텍스트 카드를 대체 할 수 있는 능력을 인정하여, 소프트카드 IIe에 대하여 긍정적으로 평가하였다. 이 잡지에서는 마이크로소프트 베이직을 실행하거나 CP/M 이외의 기능을 원했던 사람들에 대하여, 이 카드가 "시장에 나와 있는 여러 좋은 시스템 중의 하나이다"라고 결론지었다.